# Mercedes-Benz B-класс
Mercedes-Benz B-класс — серия компактных автомобилей немецкой торговой марки Mercedes-Benz, появившаяся в немецких салонах в марте 2005 года. Впервые была представлена в 2005 году на Женевском автосалоне, а предшествовал серийному автомобилю концепткар Vision B. Производится в Раштатте. Автомобиль несколько больше А-класса, при этом использует его подвеску и двигатели. Также как и А-класс, B-класс имеет передний привод, а начиная со второго поколения и систему постоянного полного привода 4MATIC. Европейский комитет по проведению независимых краш-тестов EuroNCAP относит серию к классу малых многоцелевых автомобилей (MPV).
Первое поколение серии с заводским индексом W245 было представлено в 2005 году и производилось вплоть до 2011 года, когда ему на смену пришло второе поколение в лице автомобилей с индексом W242/W246. Помимо бензиновых и дизельных силовых агрегатов автомобили оснащаются гибридными (Hybrid / F-Cell), газовыми (NGT) и электрическими (E-Cell) двигателями. В настоящее время серийной высокопроизводительной модификации от подразделения Mercedes-AMG не представлено ни для одного поколения B-класса (существует лишь концептуальная версия B55 AMG).
По состоянию на 20 декабря 2013 года продажи автомобилей B-класса достигли отметки в 1 миллион единиц (начиная с момента запуска в 2005 году).

## История

### Первое поколение
Автомобиль первого поколения B-класса в кузове W245 был представлен в 2005 году. Весной того же года он стал доступен для покупки на рынке Европы, а с осени поступил в Канаду. Серия представляла собой автомобили с переднеприводной переднемоторной компоновкой, с конструкцией пола типа «сандвич» и оснащённые параболической задней подвеской. Многие решения были позаимствованы у A-класса. Mercedes-Benz W245 имеет двухсекционную конструкцию: одна часть для трансмиссии и привода, вторая для пассажиров и багажа. Сравнительно большой внутренний объём достигается за счёт высоты модели и её компоновки.
Все модели серии оснащались большим количеством различных систем пассивной автомобильной безопасности, такими как электронная программа стабилизации (ESP), антиблокировочная система (ABS), функция контроля тяги, подсветка поворотов, активная система освещения и другими. В случае возникновения лобового удара двигатель и трансмиссия проходили под пассажирским салоном, не нанося ущерба людям, находящимся в автомобиле.
В 2008 году компания Mercedes-Benz оснастила серию системой «старт-стоп» и опциональным пакетом BlueEFFICIENCY. В модельном ряду появилась модель B 170 NGT, способная работать как на бензине, так и на сжиженном газе.
30 января 2011 года в честь 125-летия с момента получения Карлом Бенцом патента на первую машину с бензиновым двигателем концерном Daimler AG были отправлены в кругосветное путешествие 3 автомобиля Mercedes-Benz B-класса F-Cell. Старт пробегу дали Дитер Цетше, канцлер Германии Ангела Меркель и гонщики Формулы-1 Михаэль Шумахер, Нико Росберг и Дэвид Култхард.
Маршрут общей протяженностью 30 000 км продлился 125 дней. Старт был дан в Штутгарте, после чего путь заключался к югу через Париж, Барселону, Мадрид, США, Северную Америку и Канаду, Австралию, Китай, Россию, Финляндию и другие страны. Финиш состоялся в июне обратно в Штутгарте.
Целью автопробега также являлась возможность доказать состоятельность технологии силовых установок на топливных ячейках.
|  |  |  |  |

Производство первой серии B-класса было завершено в июне 2011 года. По всему миру было доставлено более 700 000 автомобилей до завершения производства. Наибольший объём (около одной трети) пришёлся на рынок Германии.

#### F-Cell

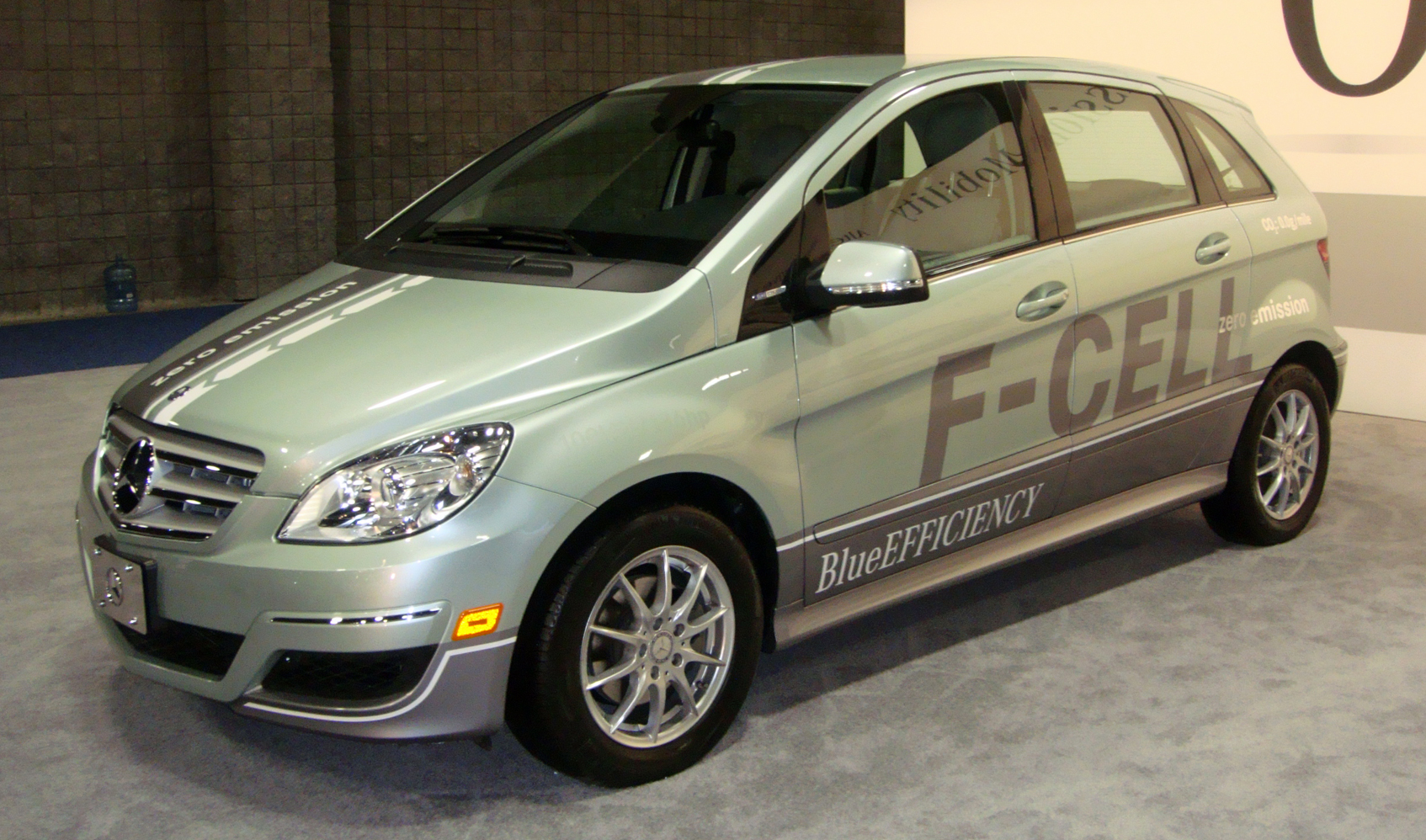
Mercedes-Benz B-класс F-Cell на Вашингтонском автошоу 2010

В 2010 году компанией Mercedes-Benz был представлен вариант B-класса в кузове W245, оснащённый 136-сильным электромотором, питающимся от литий-ионных батарей. Электричество для аккумуляторов вырабатывается специальной силовой установкой на топливных ячейках (водород), а также за счёт системы рекуперации энергии при торможении. Компоненты силовой установки располагаются в полу машины, не занимая место в салоне и не уменьшая объёма багажника.
Запас хода водородного компактвэна составляет 385 км. Кроме того, автомобили с подобными силовыми установками считаются «экологически чистыми», поскольку выхлопом у них является обычная вода.
В США и Европу первые 200 экземпляров водородного B-класс были доставлены в начале 2010 года.

#### B 55 AMG
Специалистами подразделения Mercedes-AMG был создан уникальный B-класс с восьмицилиндровым V-образным двигателем рабочим объёмом 5,5 литров, выдающий 388 л.с. и 530 Н·м мощности и крутящего момента соответственно. Силовой агрегат интегрируется с семиступенчатой автоматической трансмиссией 7G-Tronic. По словам разработчиков, подкапотное пространство потребовало лишь незначительных модернизаций для установки подобного силового агрегата. С таким двигателем и коробкой переключения передач компактвен разгоняется с 0 до 100 км/ч всего за 5,2 секунд. Автомобиль имеет привод на заднюю ось, а его карданный вал и задняя подвеска были позаимствованы у Mercedes-Benz E430. Тормозная система идентична той, что устанавливалась на Mercedes-Benz C32 AMG. Автомобиль выпущен в единственном экземпляре.

### Второе поколение
Второе поколение было представлено на Франкфуртском автосалоне в сентябре 2011 года. Продажи в Европе начались в ноябре 2011 года, в Японии — в апреле 2012 года. Первоначальными версиями модели были B180, B200, B200 CDI. B160 CDI, B180 CDI BlueEFFICIENCY Edition, B220 4MATIC появились позже, в сентябре 2012 года.
В 2015 году автомобиль претерпел рестайлинг.
|  |  |  |  |

#### Electric Drive
Электрическая версия модели W246 была представлена широкой публике на Парижском автосалоне в октябре 2012 года. Автомобиль оснастили электромотором мощностью в 134 л. с. и 310 Н·м крутящего момента. Блок батарей разместили под полом рядом с задней осью. Запаса аккумуляторов хватает на 200 км пути.

## Производство и продажи

### Производство
Производство автомобилей было налажено на заводах в Раштатте (Германия), Кечкемет (Венгрия) и Мексике.

### Продажи
| Календарный год | Продажи в США | Продажи в Европе | Продажи в России | Продажи в Канаде |
| --------------- | ------------- | ---------------- | ---------------- | ---------------- |
| 2005            | —             | 52 942           | 88               | 817              |
| 2006            | —             | 114 766          | 292              | 2723             |
| 2007            | —             | 108 699          | 706              | 3035             |
| 2008            | —             | 101 072          | 864              | 3207             |
| 2009            | —             | 86 073           | 636              | 2865             |
| 2010            | 1             | 82 844           | 1007             | 2994             |
| 2011            | 19            | 64 198           | 1574             | 2440             |
| 2012            | 29            | 119 871          | 964              | 454              |
| 2013            | 20            | 100 533          | 2197             | 3207             |
| 2014            | 776           | 83 597           | 1166             | 2695             |
| 2015            | 1906          | 79 721           | TBA              | 2356             |
| 2016            | 632           | 73 768           | TBA              | 2461             |

## Награды
- Mercedes-Benz B-класс получил награду от читателей немецкого журнала Auto Bild за лучший дизайн 2008[28].
- В 2009 году B-класс занял первое место в общеевропейском исследовании Internet Auto Awards от торговой площадки AutoScout24 в категории «фургоны и компактвэны»[29]. За автомобили данного класса проголосовало более 250 000 человек.
- В 2012 и 2013 годах модель F-Cell дважды была удостоена премии «eCar Award» от автомобильных журналов Auto Bild и Auto Test за нулевые показатели выбросов вредных загрязняющих веществ в атмосферу[30][31].
- В 2012 году B-класс был награждён премией «Красная точка» (Red Dot) за дизайнерские решения, применённые при разработке автомобиля[32].
- В 2014 году в Лейпциге руководству компании Mercedes-Benz была вручена награда от глобального маркетингового исследовательского сервиса J.D. Power. По результатам исследований, водители автомобилей B-класса оказались наиболее удовлетворёнными от эксплуатации транспортных средств[33].
- В 2014 году модель F-Cell получила премию «F-CELL Award 2014» от Министерства охраны окружающей среды, климата и энергетического сектора Баден-Вюртемберга и корпорации экономического развития Штутгартского региона (WRS)[34].
- В рейтинге германской «Ассоциации технического надзора» (VdTUV) в возрастных категориях «от 2 до 3 лет» и «от 4 до 5 лет» Mercedes-Benz B-класс занял второе место по надежности среди подержанных автомобилей 2019 года[35].